# Vuurtoren van North Head

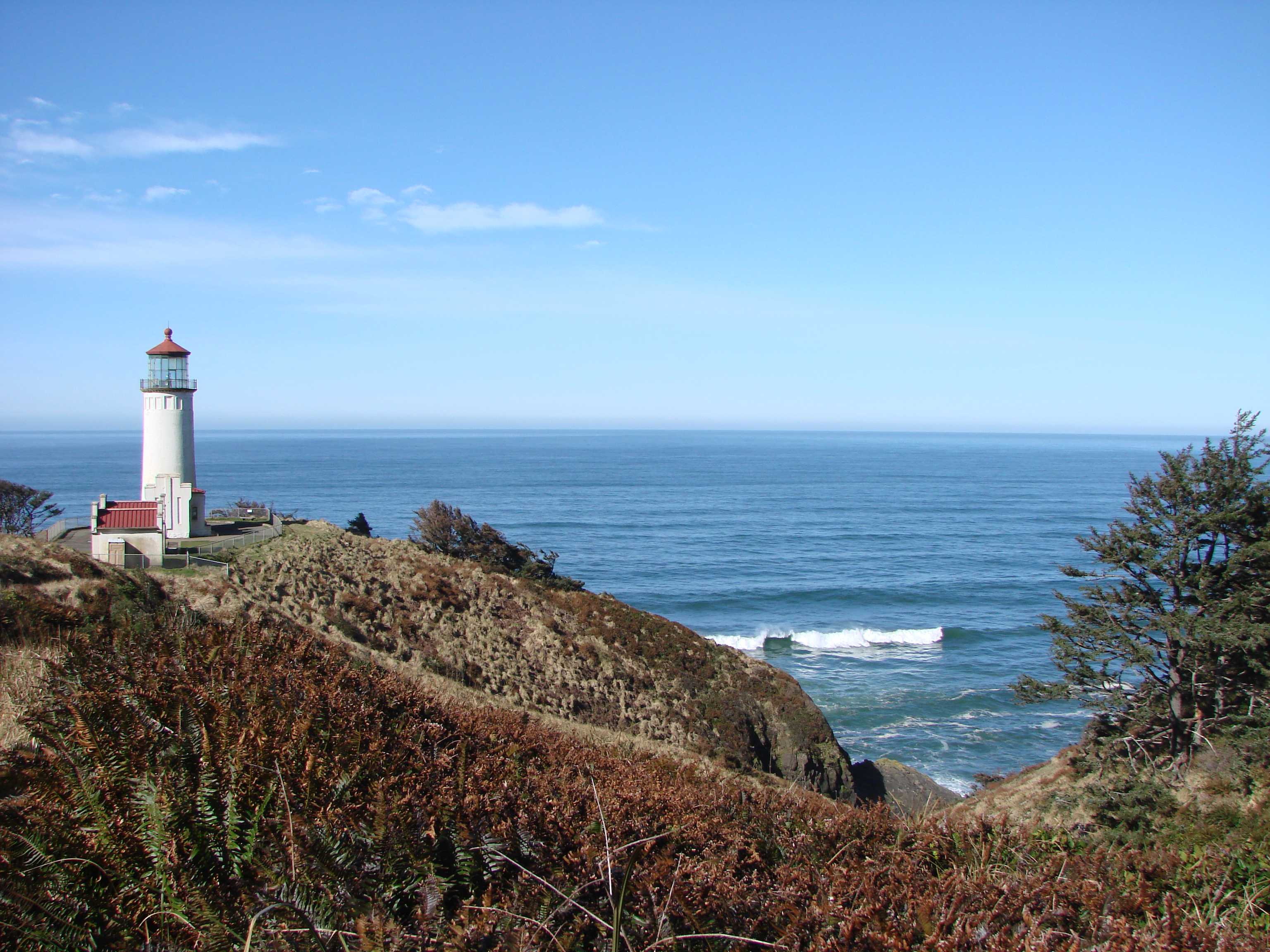
North Head Light

North Head Light is een vuurtoren drie kilometer ten noorden van Cape Disappointment (Washington) nabij de monding van de Columbia. In 1856 werd de vuurtoren van Cape Disappointment in gebruik genomen, maar deze was moeilijk zichtbaar voor schepen komend uit het noorden. Dit noodzaakte de bouw van een tweede vuurtoren, de North Head Light.

## Locatie
De vuurtoren staat direct aan de westkust op circa drie kilometer ten zuidwesten van Ilwaco in de staat Washington. In 1856 was de vuurtoren van Cape Disappointment, aan de noordoever van de monding van de Columbia, in gebruik genomen. Het licht van deze vuurtoren was echter niet goed zichtbaar voor schepen die uit het noorden kwamen. Een tweede toren direct aan de westkust was de oplossing. Op 18 augustus 1894 werd de opdracht gegeven voor de bouw van North Head vuurtoren voor $ 25.000. Dit bleek te weinig en in maart 1895 werd het bedrag verdubbeld.

## Beschrijving
De vuurtoren zelf is 20 meter hoog, maar staat op een klif zo’n 40 meter boven de zeespiegel. De vuurtoren is van baksteen, gevestigd op een fundering van zandsteen. Naast de toren werd een apart gebouw geplaatst voor de opslag van kerosine. De eerste orde fresnellens was afkomstig van de vuurtoren van Cape Disappointment. Deze laatste werd met een vierde orde lens uitgerust. Op 16 mei 1898 kwam de vuurtoren in gebruik. Vanwege de kleine afstand tussen beide vuurtorens kregen ze duidelijk afwijkende lichtpatronen. North Head zond continu wit licht uit en Cape Disappointment Light had een afwisselend rood en wit schitterlicht.
In 1935 werd de lens vervangen door een vierde orde lens. Dit gebeurde ongeveer tegelijk met de introductie van elektriciteit voor de lamp. De vuurtoren werd begin jaren 60 voorzien van moderne optische middelen en de aanwezigheid van een vuurtorenwachter werd overbodig. De laatste wachter vertrok op 1 juli 1961. De vuurtoren zendt tegenwoordig iedere 30 seconden twee witte schitterlichten uit.
De lenzen zijn bewaard gebleven. De oudste, eerste orde, lens staat tentoongesteld in het park en de vierde orde lens staat in het Columbia River Maritime Museum in Astoria.

## Cape Disappointment State Park
De vuurtoren maakt onderdeel uit van Cape Disappointment State Park. Het park heeft een oppervlak van 760 hectare (1882 acres). Op het terrein van het park staat ook Cape Disappointment Light, nog diverse overblijfselen van Fort Canby, en een klein kenniscentrum met betrekking tot de Lewis en Clark expeditie. De vuurtoren is geopend voor publiek in de zomermaanden.